# Musée national d'art d'Ukraine

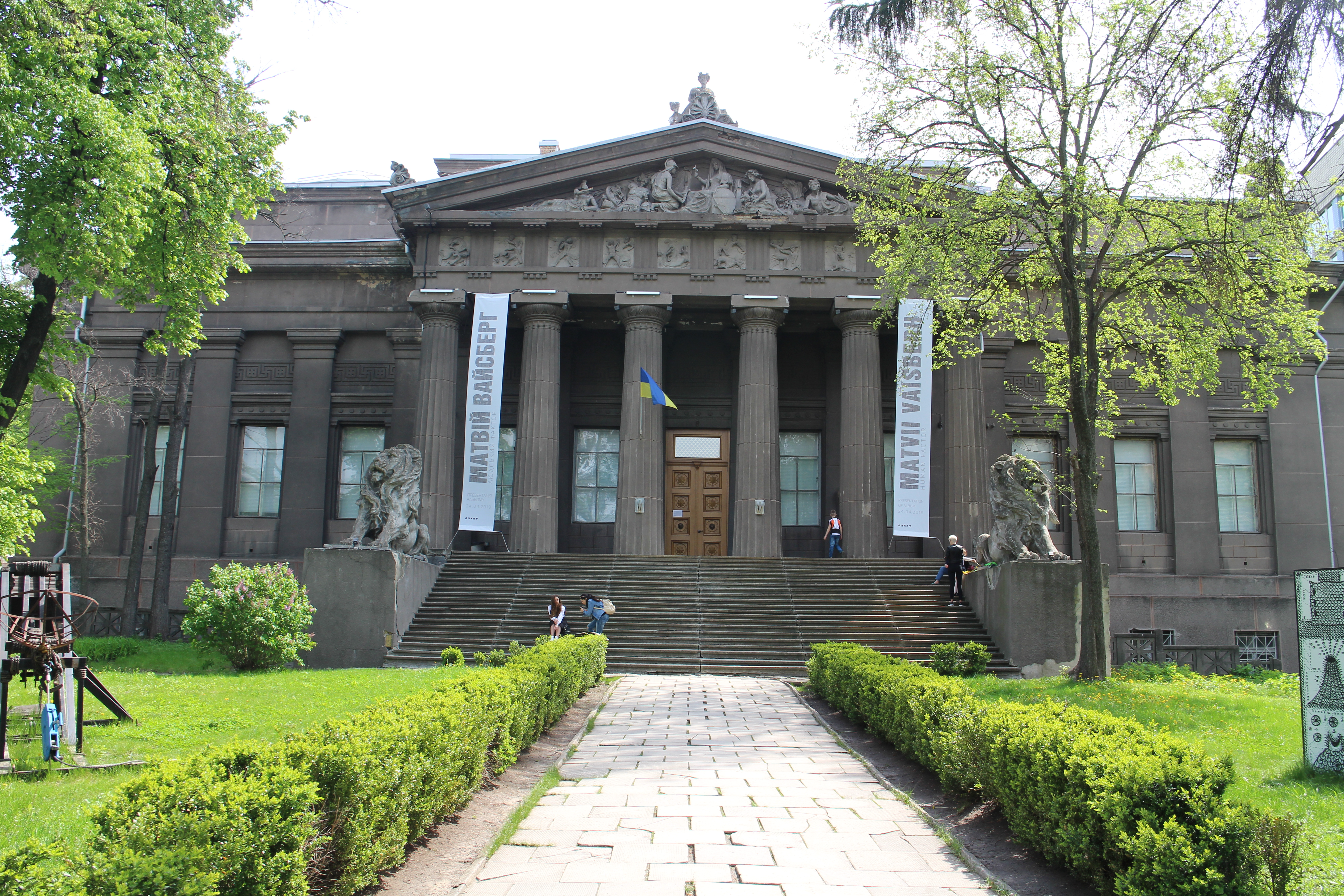
Façade du musée.

Le musée national d'art d'Ukraine (ukrainien : Національний Художній Музей України) est un musée consacré à l'art et situé à Kiev, en Ukraine.

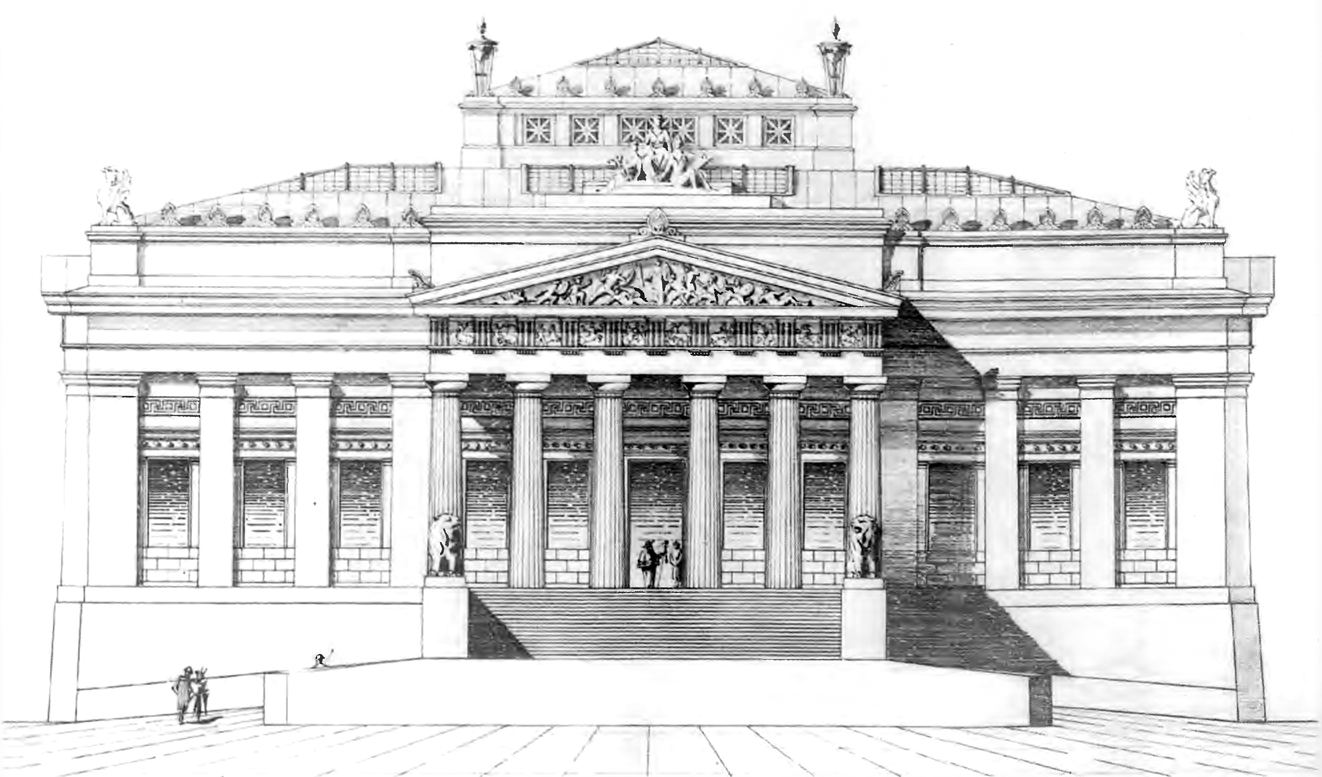
Schéma du projet du bâtiment principal par Vladislav Gorodetsky.

## Historique
Il a pris forme en 1936, lorsque le fonds du
Musée national de l'histoire de l'Ukraine
a été divisé en deux collections, celle d'Histoire et celle d'Art . Le musée avait été fondé à l'origine comme musée archéologique sous l'impulsion de Vikentiy Khvoyka (en). À la fin de la Première Guerre mondiale, en vertu d'un décret du 23 juin 1919 pris par le gouvernement de l'Ukraine soviétique, il a été renommé Premier musée d'État, ensuite Musée historique ukrainien et Musée national d'art ukrainien.
Le bâtiment principal a été érigé entre les années 1898-1903 par Vladyslav Horodetskiy. De nouveaux locaux ont été construits en 1966-1967 augmentant ainsi la superficie consacrée à l’exposition.

## Collections
Les collections actuelles comprennent plus de 20 000 pièces avec des œuvres de Yermilov Vasiliy, Alexander Bogomazov, Kasimir Malevitch, David Bourliouk, Alexandra Exter, Vadym Meller, Alexandre Mourachko, Kliment Red'ko, Solomon Nikritin, Victor Palmov, Maria Sinyakova, Mikhaïl Boichuk, Mykola Pymonenko, Sergei Grigoriev et bien d'autres.

## Galerie

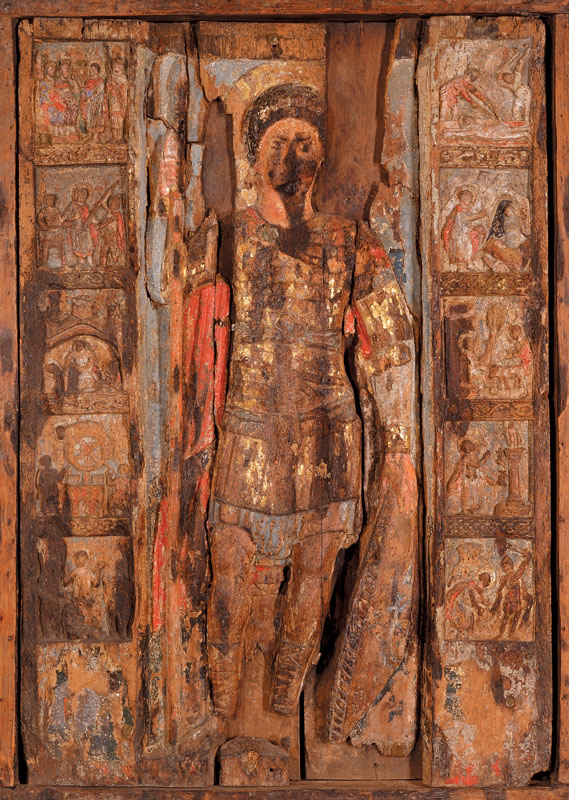
Saint George, 12e siècle.
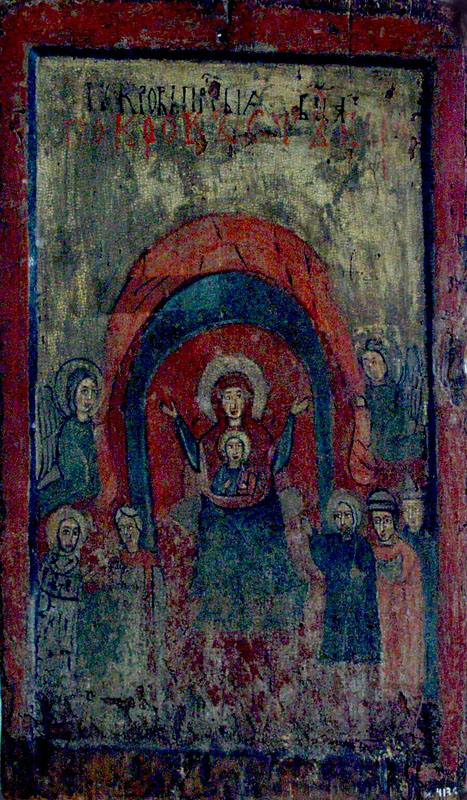
Pokrova, 12-13e siècle.
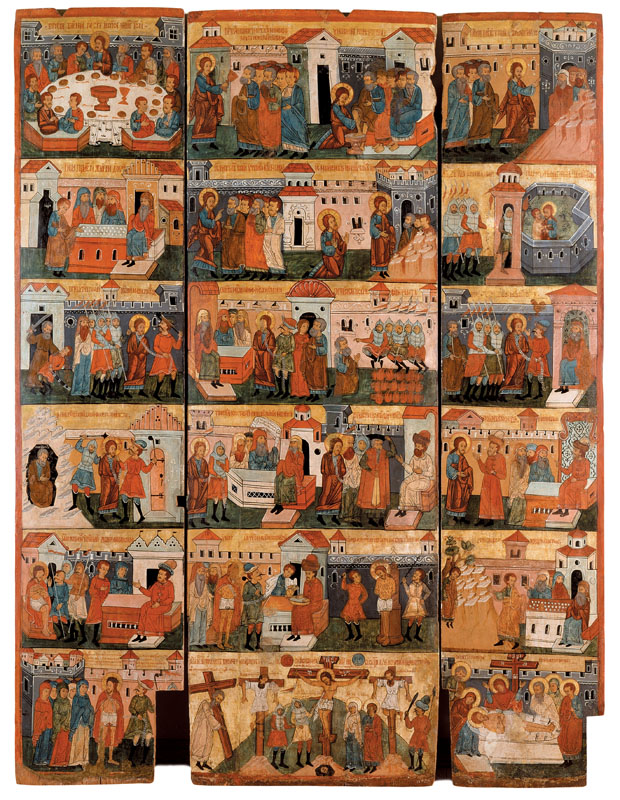
Passion du Christ, 16e siècle.
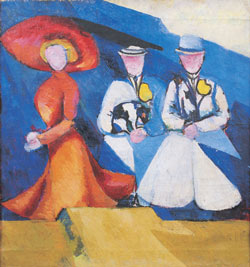
Aleksandra Ekster.
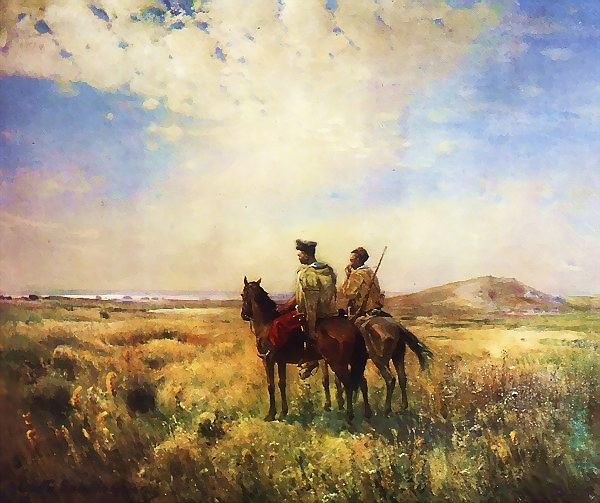
Serhiy Vasylkivsky.

## Directeurs
- De 1902 à 1923 : Mikola Biliachivski.